# قطعنامه ۱۴۲۵ شورای امنیت
قطعنامه  ۱۴۲۵ شورای امنیت سازمان ملل متحد که در تاریخ ۲۲ جولای ۲۰۰۲ تصویب شد، سندی بین‌المللی دربارهٔ بررسی وضعیت در سومالی است. این قطعنامه طی نشست ۴۵۸۰ام با ۱۵ رای موافق، ۰ مخالف و ۰ ممتنع تصویب شد.